# Aradszky László
Aradszky László (Budapest, 1935. szeptember 20. – Budapest, 2017. október 8.) magyar énekes, olaszos slágereivel az 1960-as években a magyar tánczene egyik legnépszerűbb előadója volt.

## Pályafutása
Előadói karrierje előtt a Töltőtolljavító Ktsz. dolgozója volt. 1958 és 1960 között az Országos Szórakoztatózenei Központ stúdiójában Vécsey Ernő, 1960-tól ’62-ig a Magyar Rádió Tánczenei Stúdiójában Balassa P. Tamás növendéke volt. Ezt követően magánúton tanult Gyulai Erzsébetnél.
1963-ban a Magyar Rádió Tessék választani! könnyűzenei versenyén megosztott első helyezést nyert Még ide-oda húz a szív című dalával (dalszerzők: Dobos Attila és S. Nagy István). Ettől kezdve sorban jöttek a rádió- és hanglemez-felvételek.
1966-ban a Magyar Rádió Made in Hungary hangversenyét az Isten véled édes Piroskám című versenydallal megnyerte (dalszerzők: Dobos Attila és Szenes Iván). Röviddel később ezzel a koronggal lett a magyar hanglemezgyártás történetének első aranylemezes énekese. Két hónap leforgása után a második is, hiszen a Lovas–S. Nagy (Pókháló az ablakon…) dallal elérte a több mint százezres példányszámot. Valamennyi nagy fesztivál döntőse volt.
Az 1967-es fesztiválon az Annál az első ügyetlen csóknál (dalszerzők: Dobos Attila és Szenes Iván) című dallal a második helyezést érte el, előadói díjat nyert és a táncdalfesztiválok első aranylemezese is lehetett.
Gyakran szerepelt a beatelőadók között is a slágerlistákon. 1969-ben jelent meg első nagylemeze. A hetvenes években eltűnt a nyilvánosság elől, külföldön énekelt. 1986-ban Újra itt vagyok címmel nagylemeze jelent meg, amelynek dalait popzenészek írták.
Dobos, Lovas és Payer után 1997-ben megjelent Kaszás Péter és azóta ő írta Aradszky László dalait. Három CD-t készítettek ez idő alatt: Különös boldogság, Lady D. (1998) és az Olaj a tűzre.
Az 50 éves pályája során számtalan európai országban fellépett a hazai szereplések mellett, több ízben járt Kanadában, Amerikában, de megfordult Ausztráliában is.
Legismertebb dalai:
- Még ide oda húz a szív
- Isten véled édes Piroskám
- Pókháló van már az ablakon
- Nemcsak a húszéveseké a világ
- Annál az első ügyetlen csóknál
- Nem születtem grófnak
- Sárga liliom
- Valaki hiányzik a táncból
- Szomszédasszony, fütyülök a lányára
- Újra itt vagyok
- Olaj a tűzre
- Mindennap találkozhatnánk

## Magánélete
Nős volt, feleségével, Évával 1970-ben házasodtak össze.  Két  gyermeke van, egy fiú, és egy leánygyermek. Aradszky László köztudomásúlag nagy futball- és Ferencváros-rajongó volt. Ő maga ifistaként szerepelt a fővárosi zöld-fehér klubban, de egy súlyos sérülés miatt sosem lett profi labdarúgó. A Színészválogatott tagjaként többször is játszott a Népstadionban. Unokája Balázs Zsolt, a Zalaegerszegi TE jelenlegi, a Paksi FC és a Kecskeméti TE korábbi utánpótlás-válogatott labdarúgója. Két kisebb unokája a KSI-ben vízilabdázik.
2022. május 9-én életének 82. évében özvegye, Márkai Éva is elhunyt.

## Halála
2017. október 7-én még fellépése volt, majd október 8-án, vasárnap este otthonában váratlanul érte a halál. Másnap a Duna World emlékére levetítette a Hogy volt?! róla szóló részét, továbbá az ATV is emlékműsort sugárzott róla, a Kossuth Rádió pedig válogatást adott le a művész legismertebb slágereiből.
2017. október 28-án búcsúztatták evangélikus szertartás keretében a budapesti Szent István-bazilikában. Urnáját a bazilika altemplomában helyezték végső nyugalomra.

## Nagylemezek
- Aradszky László (1969)
- Újra itt vagyok (1986)
- Fekete arany (1989)
- Aradszky (1992)
- Nem születtem grófnak (1994)
- Aradszky I-II. (1994)
- Semmiből se-M-ARADSZKY (1995)
- Különös Boldogság (1997)
- Lady D. (1998)
- Olaj a tűzre (2001)
- Égek a vágytól (2007)
- Ugye hosszú még az út? (2014)
- 80 év az 80 év (2015)
- Megszólal a telefon (2017)

## Diszkográfia
- A közvélemény segítségét kérem (1969)
- Állatkerti séta
- Álmatlan évek
- Annál az első ügyetlen csóknál (Táncdalfesztivál 1967)
- Az a gyanúm
- Az a sárga liliom
- Az áldozat visszatér
- Az óra
- Azurro
- Bedobom a leveled a kukába
- Bella bambína
- Bombajó (duett Ambrus Kyrivel)
- Bolondból mennyi él a nagyvilágon
- Caterina
- Csak akkor szól az ének
- Csak egy éjszakát
- Csavarogni kéne egyet (Táncdalfesztivál 1972)
- Csipkeharisnyás édes lány (Táncdalfesztivál 1966)
- Csússz el
- De mondd mi lesz velem?
- Divat a mini
- Égek a vágytól (2007)
- Egy pesti vasárnap (duett Kovács Katival)
- Eleonóra (Táncdalfesztivál 1971)
- Én, és a gitár
- Eszter
- Évikém (1964)
- Fekete arany (1989)
- Forgószél
- Franciska
- Hippidié
- Hol van az a ház
- Hosszú éjszakák (Made in Hungary 1974)
- Hova sietünk?
- Húzd rá a vizeslepedőt (közreműködők: Magay Klementina, Payer András)
- Írtam neked egy hosszú levelet
- Ismeretlen lány (Táncdalfesztivál 1966)
- Isten véled, édes Piroskám (Made in Hungary 1966)
- Kapitány úr
- Kék országút
- Kicsi a bors (duett Toldy Máriával)
- Kutyából nem lesz szalonna
- Különös boldogság (1997)
- Lady D. (1998)
- Lá-lá-lá-lábujjhegyen
- Látod, ez vagyok én
- Lucky Lips (angolul) (1966)
- Ma más a világ (Táncdalfesztivál 1967)
- Márvány, kő és vas
- Mégegyszer újra
- Még ide-oda húz a szív (Tessék választani! 1963)
- Meghívóval a kezemben
- Megszólal a telefon (2017)
- Mesebeli lányok
- Miért nem hagynak aludni?
- Miért ne lennénk pont mi boldogok
- Mikor a tarhonya virágzik
- Minden fantáziámmal (Táncfalfesztivál 1972)
- Mindennap találkozhatnánk (duett Kovács Katival)
- Mindkettőnknek jónapot
- Nemcsak a húszéveseké a világ
- Nem is olyan nagy dolog a foci (duett Albert Flóriánnal)
- Nem leszek én öngyilkos teérted
- Nem születtem grófnak (Táncfalfesztivál 1968)
- Nem volt szép tőled (Made in Hungary 1967)
- Nézd mily kék a messzi tó
- Olaj a tűzre (2003)
- Pókháló az ablakon
- Sárga bérház (Táncdalfesztivál 1968)
- Semmiből Se-M-Aradszky (1995)
- Senki se kell, csak te (1966)
- Sört kérek én
- Száz szív (1984)
- Szemben a széllel
- Szeretem a hajnalt
- Szomszédasszony, fütyülök a lányára (Made in Hungary 1968)
- Tavasszal foci
- Tépd, ne sajnáld
- Túl a zsúfolt városon
- Újra itt vagyok (1986)
- Valaki hiányzik a táncból (Made in Hungary 1970)
- Városi világ
- Voltam én is fára mászó kisgyerek

## Díjak, elismerések
- Tessék választani! Első-díj (1963)
- Made in Hungary – Első-díj (1966)
- Táncdalfesztivál – Előadói-díj (1967)
- A Hungarotontól életműlemezt és a Rock Csillagok falára „tenyerelhetett” (2001)
- Záray-Vámosi Díj (2002)
- A Magyar Köztársasági Érdemrend lovagkeresztje – /négy évtizeden, nagy népszerűségnek örvendő előadóművészi pályája elismeréseként/  (2003)
- Szenes Iván-díj (2014)[10]
- Tisztelet-díj – (Szépkorúak Tisztelet Társasága, 2015)
- Miniszteri Elismerő Oklevél (évtizedek óta tartó töretlen, nagy népszerűségnek örvendő előadóművészi pályája elismeréseként, 2015)
- a Győri Városháza Ezüst Emlékérem (több évtizedes énekesi, magas színvonalú előadóművészi munkásságáért)[11] (2016)
- Arany Hangjegy Életműdíj (2016)[12]

A több aranylemez mellett kapott még platinalemezt, MIDEM-márványlemezt.

## Könyve
- Az örök élet színpadán...; ZePró, Pomáz, 2008 + CD

## Filmjei
- Ripacsok (1981)
- Barátok közt (2004)
- Dumapárbaj (2015)

## Portré
- Hogy volt?! – Aradszky László (2016)
- Kép-regény – Aradszky László (2017)